# Castelmagno (formaggio)
Il castelmagno è un formaggio italiano a denominazione di origine protetta, prodotto nel territorio dei comuni di Castelmagno, Pradleves e Monterosso Grana.

## Storia
Il primo documento in cui viene citato esplicitamente è una sentenza arbitrale del 1277, con la quale si imponeva al comune di Castelmagno il pagamento di un canone annuale al marchese di Saluzzo, da effettuarsi in forme di formaggio castelmagno anziché denaro.
Altro documento storico in cui viene citato il pregiato formaggio è un decreto di re Vittorio Amedeo II, che ordinava, nel 1722, la fornitura di forme di castelmagno al feudatario locale.
Di là dalle citazioni documentali, s’ipotizza che la produzione del castelmagno nella sua forma moderna sia cominciata intorno all'anno mille, anche se non si possono avere prove certe in questo senso.

## Descrizione
Si tratta di un formaggio a pasta semidura, erborinata, prodotto in forme cilindriche con diametro fra i quindici ed i venticinque centimetri, scalzo fra i dodici ed i venti e peso compreso tra i due ed i sette chilogrammi. La crosta, piuttosto fine, è giallo-brunastra, con varianti più scure a seconda della stagionatura, mentre la pasta è bianca o tendente al giallognolo, giallo oro se stagionata, con rare venature verdi dovute all'erborinatura.

## Produzione

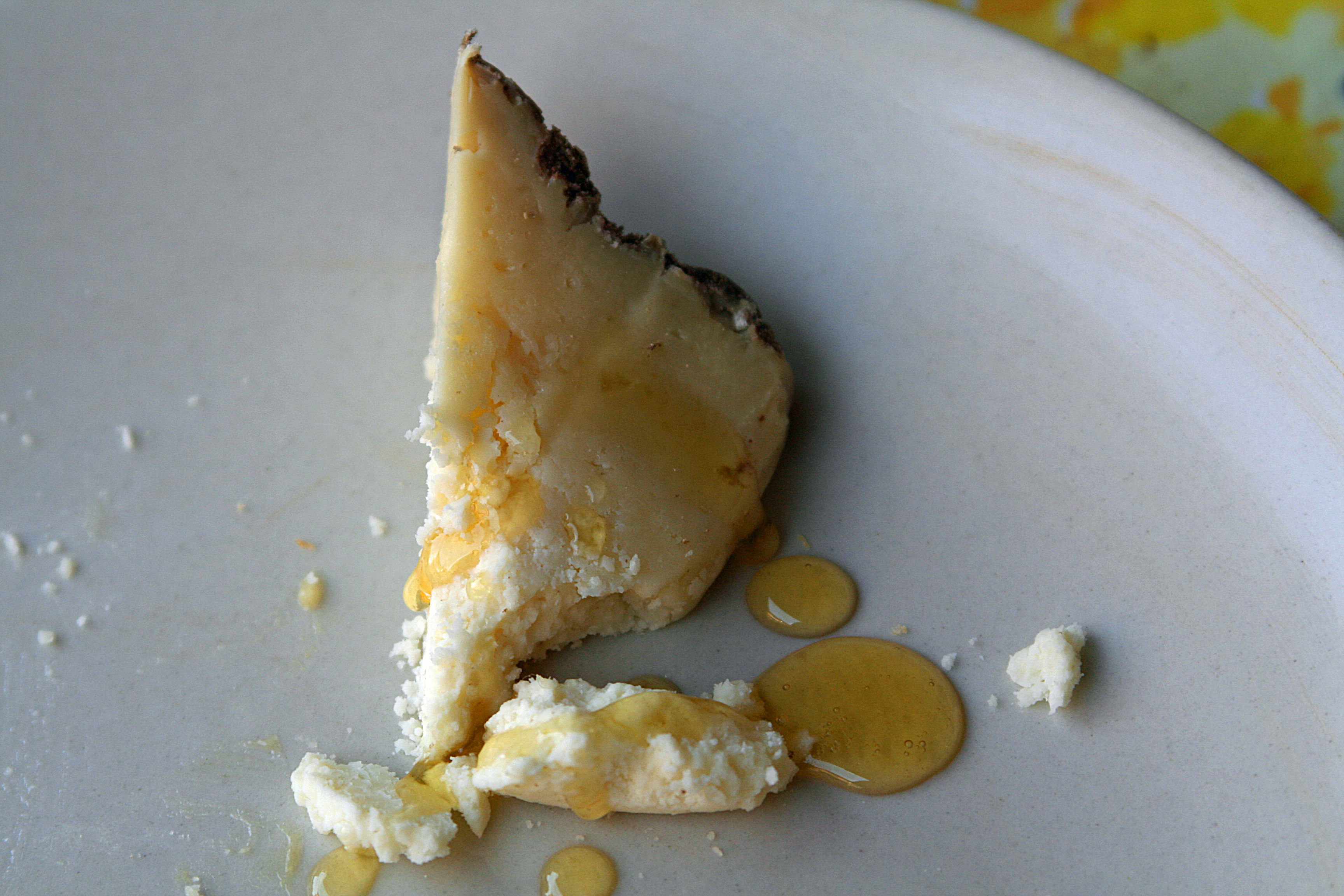
Castelmagno con miele

È prodotto principalmente con latte vaccino di due mungiture consecutive (serale e mattutina), talvolta addizionato con latte caprino od ovino in percentuali che non superano mai il 20%.
Il latte, dopo l'addizione di caglio di vitello, viene portato a una temperatura variabile tra i 35 °C ed i 38 °C. Dopo la rottura della cagliata, si procede alla pressatura della forma e al suo avvolgimento in un telo asciutto, viene appesa e infine posta in contenitori appositi. Terminata questa prima fase, si procede nuovamente alla rottura delle forme, che vengono salate, poste in fascere cilindriche e pressate. La stagionatura avviene in locali freschi e asciutti, oppure in grotte che presentino naturalmente queste caratteristiche.
Il castelmagno d'alpeggio è un presidio Slow Food: si concentra sulla produzione realizzata in malga a partire dal mese di giugno fino a settembre, sopra i 1500 metri di altitudine. Durante l'estate le vacche pascolano brade sui prati d'alta quota e il formaggio prodotto dai malgari, che caseificano con il latte delle proprie vacche, è ottenuto senza l'impiego di fermenti, da due sole mungiture e seguendo tecniche di produzione rigorosamente tradizionali.

## Consumo

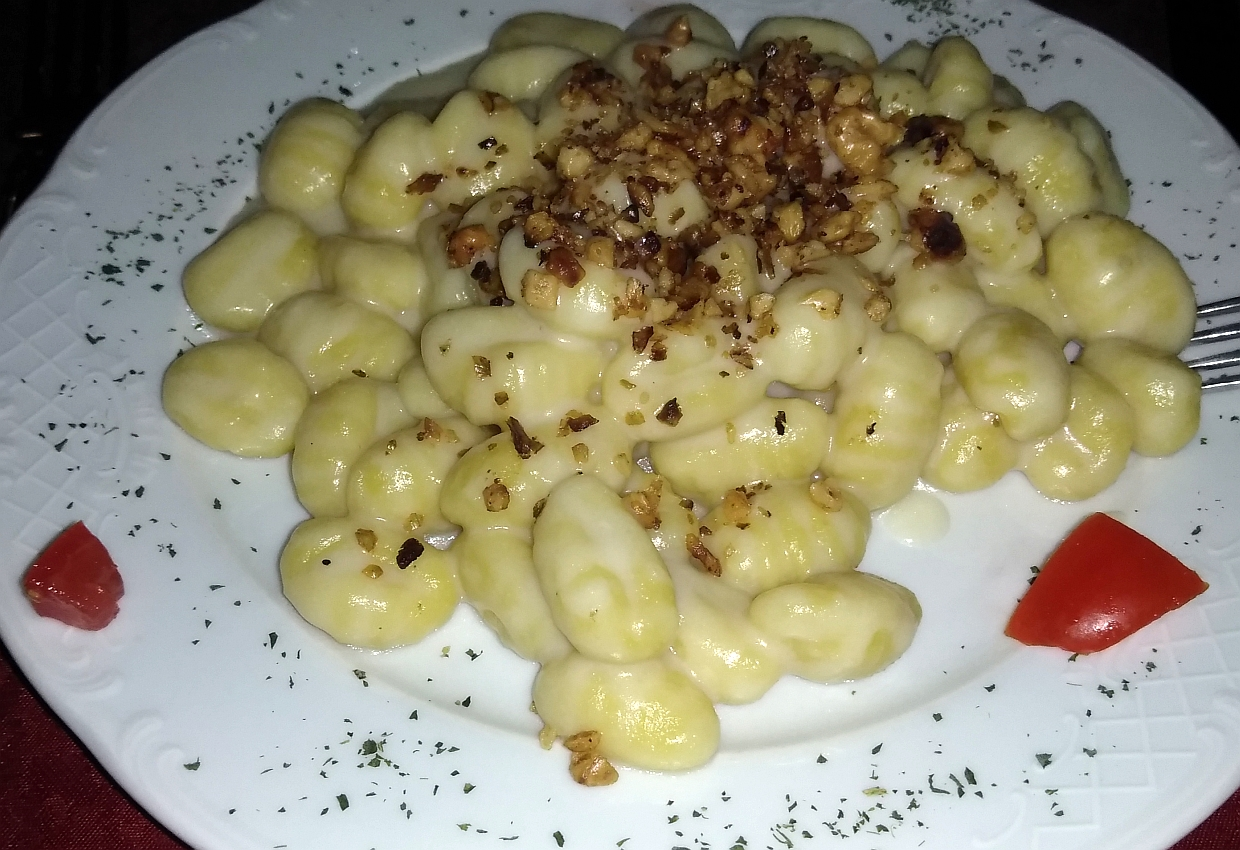
Gnocchi con castelmagno e granella di noci tostate

Il castelmagno è utilizzato nella cucina piemontese per la preparazione di diversi piatti, primi fra tutti gli gnocchi con formaggio castelmagno fuso, e il risotto. Spesso è gustato anche come formaggio da tavola, puro o con miele o cognà.